# Barysomus
Barysomus es un  género de coleópteros adéfagos de la familia Carabidae.

## Especies
- Barysomus argentinus Lutshnik, 1934
- Barysomus cayennensis Castelnau, 1832
- Barysomus cephalotes Erichson, 1848
- Barysomus hoepfneri Dejean, 1829
- Barysomus metallicus Reiche, 1843
- Barysomus punctatostriatus Emden, 1949